# Lorenzo de Monacis
Lorenzo de Monacis (Venezia, estate 1351 (?) – Creta, primavera 1428) è stato uno storico e diplomatico della Repubblica di Venezia.

## Biografia
Verso il 1371 entrò a far parte dei notarii auditorum sententiarum: il suo salario di 3 lire di grossi all'anno, ma nel 1374 ottenne un aumento di stipendio, con cui poté far fronte alle difficoltà economiche in cui versava dopo la morte del padre e per il sostentamento della famiglia: infatti Lorenzo de Monacis era già sposato: forse con una de Trentis, sorella del notaio Simone, che lo accompagnò in Ungheria nel 1388. Dalla moglie ebbe un figlio di nome Monaco, che divenne canonico della chiesa di Chirone.
Verso il 1376 Lorenzo de Monacis ebbe il titolo di notarius Venetiarum.
Il 26 aprile 1386 entrò nel collegio dei notai della curia maggiore, formato dagli impiegati del doge e dai suoi consiglieri. Si recò poi in Ungheria nel 1387 al seguito di Pantaleone Barbo il Giovane in missione presso il re Sigismondo: incontrò a Zagabria la regina Maria d'Angiò fino a poco tempo prima prigioniera del bano di Croazia, Giovanni di Horvath.
Fu eletto cancelliere di Creta nel novembre del 1388, riuscendo a prevalere su altri sei candidati alla carica, fra cui Pietro Conte, che cercò di diffamarlo.
Nel 1389 venne nuovamente inviato in Ungheria per una missione diplomatica presso i regnanti e ancora si recò in Ungheria presso il re Sigismondo e la regina Maria l'anno successivo, considerato ormai un esperto degli equilibri politici della regione.
Lorenzo De Monacis mantenne il prestigioso cancellierato di Creta fino alla morte: si allontanò dall'isola in poche circostanze di servizio e per motivi di famiglia. Nel marzo del 1395 fu inviato in Francia, dove ottenne la liberazione di Fantino Michiel, che era stato catturato da Guillaume de Vienne. 
Dopo la morte della prima moglie si risposò con la sorella del notaio Giorgio Paradiso: probabilmente fu lei la madre del secondo figlio Giacomo, il quale nel 1411 faceva pratica notarile.

## Opere
Incerta è la formazione umanistica di Lorenzo De Monacis. Sebbene probabilmente non avesse seguito corsi di studio, ebbe contatti con altri umanisti della sua epoca, forse anche con Francesco Petrarca e possedeva un'ampia conoscenza dei classici e dei testi medievali, di cui aveva una fornita biblioteca.
Intorno al 1380 era già noto per le sue poesie in volgare. Forse una delle prime opere composte fu un poema sulla guerra di Chioggia, di cui resta soltanto l'annuncio contenuto in una lettera ad Antonio Loschi. Verso il 1388 scrisse un carme in esametri sulle vicende di Ungheria al fine di allontanare il sospetto di aver fatto assassinare Carlo III di Napoli. Il carme ebbe tre diversi titoli: Carmen metricum de Caroli Parvi lugubri exitio; Historia de Carolo II cognomento Parvolo rege Hungariae e Pia descriptio miserabilis casus illustrium reginarum Hungariae. Il 17 ottobre 1407 pronunciò nella chiesa di San Zaccaria di Venezia un'orazione funebre per Vitale Lando, giunta fino a noi. Era uno dei numerosi discorsi composti da Lorenzo de Monacis, di cui un altro esempio è l'orazione per il millenario di Venezia scritta nel 1421, nota come Oratio de edificatione et incremento urbis Venetae. Nel 1425 scrisse un appello al doge Francesco Foscari per incitarlo alla guerra contro Filippo Maria Visconti. 
L'opera più importante di Lorenzo de Monacis è la cronaca, in sedici libri, dalle origini di Venezia fino al 1354, scritta dal 1421 fino all'anno della morte. Fu pubblicata a cura di Flaminio Corner nel 1758 con il titolo di Chronicon de rebus Venetis, ma più correttamente il titolo previsto dall'autore è De origine Venetiarum. De vita, moribus et nobilitate Venetorum. Il metodo di esposizione di Lorenzo de Monacis si allontana dalla tradizione annalistica e l'autore ricorre ampiamente a fonti bizantine, fra cui Niceta Coniata. A sua volta l'opera di Lorenzo de Monacis sarà usata come fonte per le opere di Marco Antonio Sabellico, tra cui la Storia di Venezia in 33 libri, poi continuata da Pietro Bembo.
Altre opere di Lorenzo de Monacis sono ancora inedite.